# قانون النفط الليبي
كان قانون النفط الليبي رقم 25 لعام 1955م هو القانون الذي سمح بتخصيص الأراضي للمنقبين الأفراد عن النفط، وحفر آبار النفط. 
جاء هذا القانون بعد قانون المعادن لعام 1953م، الذي وضع نظامًا للحصول على تصاريح المسح (وليس الحفر) للبترول. ورغم التغييرات العديدة التي طرأت على الحكومة والإطار القانوني منذ صدوره، إلا أنه ظل ساري المفعول حتى عام 2007. ولا يتضمن أي أحكام تتعلق بحفر آبار الغاز الطبيعي.  وفي العقد الأول من القرن الحادي والعشرين، بدأت الحكومة الليبية العمل على صياغة قانون جديد للبترول. 